# Andreas Wilhelm Hagemann (Theologe, 1745)

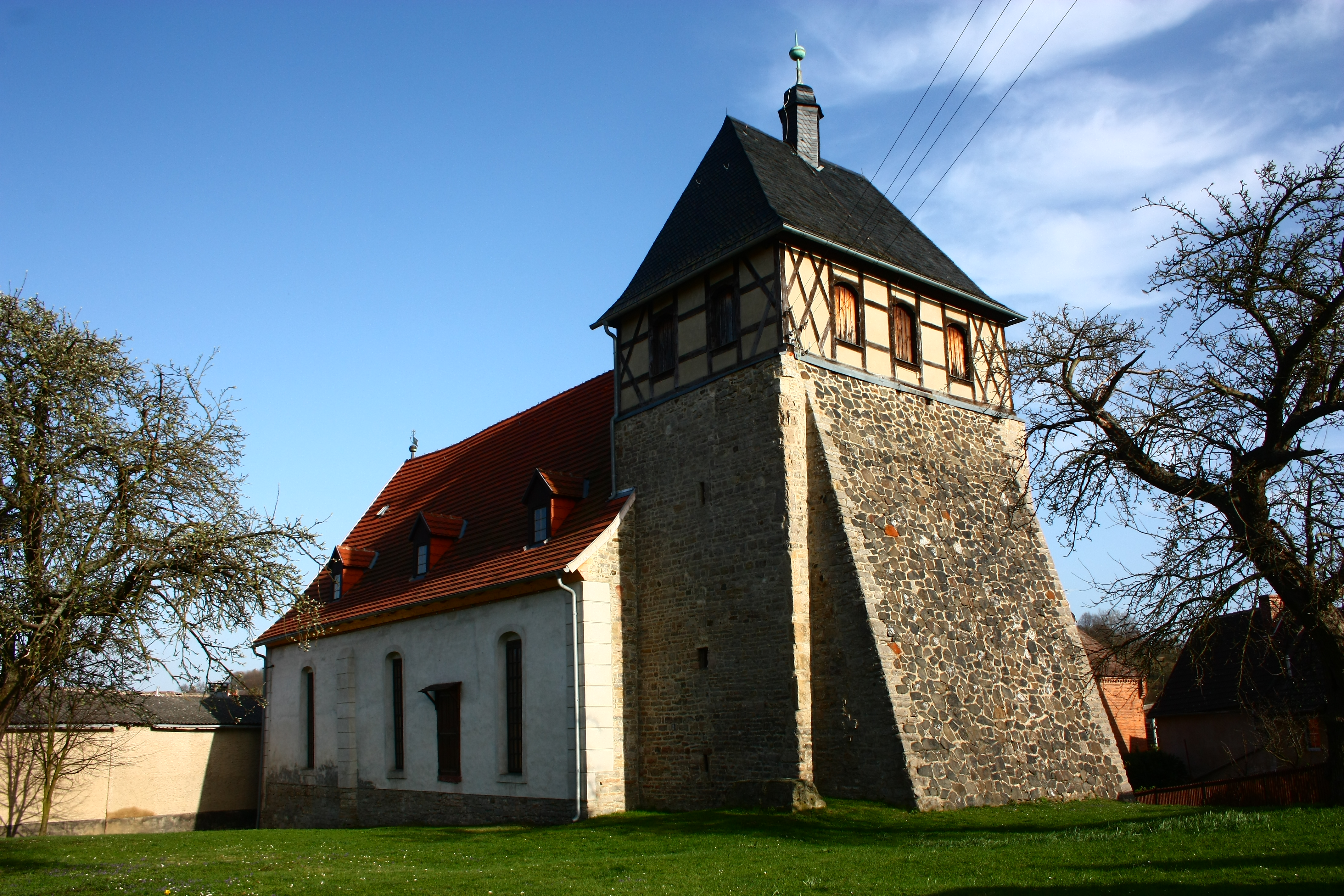
Dorfkirche von Alterode, erste Wirkungsstätte Hagemanns

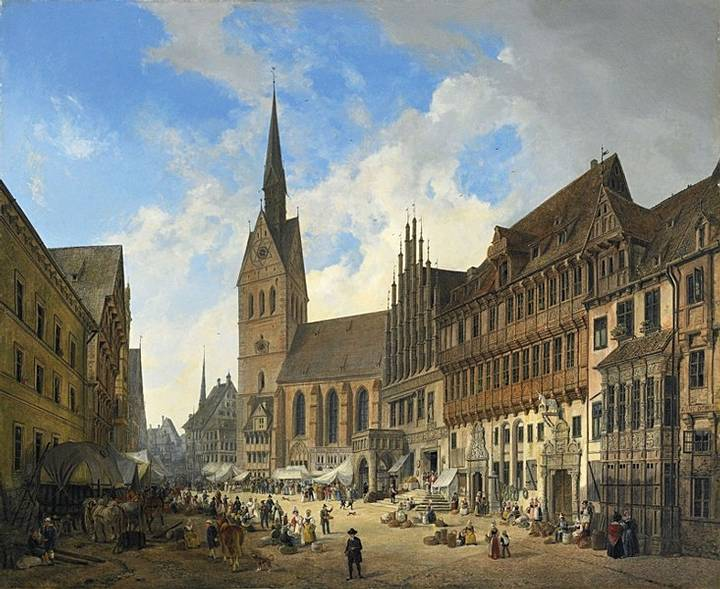
Marktkirche Hannover Anfang des 19. Jahrhunderts, seine letzte Wirkungsstätte; Ölgemälde nach Domenico Quaglio von 1832

Andreas Wilhelm Hagemann (* 14. April 1745 in Landringhausen; † 18. Mai 1824 Hannover) war ein deutscher Theologe.

## Leben
Andreas Wilhelm Hagemann war der erste von vier Söhnen des in Landringhausen tätigen Pastors Heinrich August Hagemann (* 1704 in Hann. Münden; † 7. November 1771 in Landringhausen, Sohn des Theophilus Andreas Hagemann) und dessen Ehefrau Maria Margarete geb. Kitzow (* 31. Oktober 1720 in St. Andreasberg; † 26. November 1788 in Bücken), Tochter des Apothekers Carl Philipp Kitzow (* 25. Oktober 1687 in Großgoltern; † 27. Juli 1731 in St. Andreasberg, Enkel des Johannes Kitzow). Taufpate war unter anderen sein gleichnamiger Onkel.
Er studierte Theologie in Göttingen (die weitere Angabe in seinem Nachruf, er habe in Hannover studiert, dürfte sich wohl auf den Besuch einer Höheren Schule beziehen) und wurde 1773 Pastor in Alterode, Amt Arnstein. 1789 berief man ihn als zweiten Pastor an die Marktkirche St. Jacobii und Georgii in Hannover, später wurde er dort erster Pastor. Der als besonders kenntnisreich in Sprachen des klassischen Altertums sowie der Mathematik und Astronomie geltende Hagemann war Mitbegründer und Lehrer an der 1802 errichteten Stadttöchterschule in Hannover und Patron des dortigen Waisenhauses.
Am 13. Juli 1823 konnte er sein 50-jähriges Dienstjubiläum feiern, für damalige Verhältnisse ein besonders seltenes Ereignis, das aufwendig begangen wurde. Unter anderem wurde ihm seitens der Universität Göttingen ehrenhalber der Titel eines Doktors der Theologie verliehen. Sein Collaborator wurde kurz darauf, am 15. Januar 1824, Hermann Wilhelm Bödeker aus Osnabrück; Hagemann starb etwa vier Monate später. Sein Grabmal befindet sich auf dem Friedhof St. Nikolai in Hannover.
Nach seinem Tod entstand unter der Federführung seines Neffen Ernst Bödeker (1779–1826, Konrektor am dortigen Lyzeum, Sohn seiner Schwester Maria Elisabeth Hagemann, 1747–1824), der allerdings bald darauf seinerseits verstarb, eine Hilfseinrichtung mit dem Namen „Hagemann’s Andenken“ für die Witwen städtischer Lehrer.

## Familie
Er heiratete in erster Ehe am 14. Juni 1774 in Borstel Anna Catharina Lüdemann (* 1754 in Diepholz; † 1781 in Altenrode). Aus dieser Ehe gingen die Tochter Christine Elisabeth Hagemann (* 20. Januar 1778 in Altenrode; † 2. Juni 1831 in Aschersleben) hervor, die Heinrich Adolf Lehzen (1773–1863) heiratete, einen Bruder der Baronin Lehzen, und der Sohn Ernst August Hagemann (* 29. Juli 1779 in Altenroda). In zweiter Ehe war er mit Henriette Wilhelmine Dempflin (* 1768) verheiratet und hatte mit ihr fünf weitere Kinder.

## Schriften
Hagemann veröffentlichte mehrere Schriften.
- Anleitung zum Uebersetzen aus dem Deutschen ins Lateinische, für die ersten Anfänger, in einer Uebersetzung des Bröderischen elementarischen Lesebuchs für die untern Classen. 4 Auflagen, u. a. 2. verbesserte und vermehrte Auflage. Hannover, Hahn, 1813[1]
- Kurze chronologische Übersicht der merkwürdigen Ereignisse aus den eilf Jahren des nun beendigten Krieges; in besonderer Rücksicht auf Hannover und die Hannöverschen Staaten, 1814